# Casa Roja
Casa Roja és una entitat singular i nucli de població del municipi de Banyeres del Penedès (Baix Penedès) situat 500 m al nord-oest del poble a la confluència del torrent de Llorenç amb el barranc de Cornudella.
El nucli havia estat primer una caseria i més tard una urbanització (1989). Llimita al nord i a l'oest amb l'autopista AP-7 sud. Entre nucli i disseminat hi viuen 202 persones (2020).
El nom de Casa Roja li ve de l'antiga masia anomenada la Casa Roja (s.XVII-XVIII) que, després de ser reformada, funciona com un allotjament de turisme rural.